# Das Zentrum
Das Zentrum (Originaltitel: A Caverna) ist ein Roman des portugiesischen Autors José Saramago aus dem Jahr 2000.

## Inhalt
Ein 64-jähriger Töpfer, Cipriano Algor, der zusammen mit seiner Tochter Marta in einem kleinen Dorf lebt, beliefert regelmäßig das Zentrum, einen monumentalen Wohn- und Geschäftskomplex, in dem sein Schwiegersohn Marçal als Wachmann arbeitet, mit seinen Töpferwaren. Unvermittelt wird die Geschäftsbeziehung gekündigt, da Tonwaren am Markt nicht mehr modern und damit unverkäuflich seien, und Algor muss sogar sämtliche nicht verkauften Töpferwaren zurücknehmen.
Er versucht nun, durch die Herstellung von folkloristischen Tonfiguren erneut ins Geschäft zu kommen. Dabei muss er sich immer wieder mit verschiedenen Hierarchiestufen des Zentrums, das im Roman Sinnbild für Totalitarismus und Entfremdung der Menschen von ihren Wurzeln ist, auseinandersetzen. Die Herstellung der großen Zahl an Figuren nimmt im Roman einen großen Raum ein, die Schilderung der Handlung wird häufig mit allegorischen Vergleichen untermalt.
Die scheinbare Idylle ist durch einen Umzug von Vater und Tochter zum Schwiegersohn ins Zentrum bedroht, der dann auch stattfindet. Wendepunkt ist ein Fund in einer Höhle unter dem Zentrum. Gefunden wird nicht mehr und nicht weniger als die Anordnung des Höhlengleichnisses von Platon. In den seit langem toten Menschen, die zu Lebzeiten bekanntlich nie die reale Welt, sondern immer nur Trugbilder erblickt hatten, erkennen sich die Protagonisten wieder. Das veranlasst sie, das Zentrum und dann auch Dorf und Töpferei zu verlassen – mit unbekanntem aber hoffnungsvoll erwartetem Ziel. Sie lassen – wie bei Platon – die Gefangenschaft hinter sich und treten ins Freie.
Wie kaum ein anderer Roman des Literaturnobelpreisträgers Saramago ist der Roman gespickt mit Anspielungen auf Menschheitsmythen und Weltliteratur. Die Herstellung der Tonfiguren (aus „Lehm“) ist ein biblischer Schöpfungsakt. Den heimgekehrten Töpfer erkennt wie Odysseus zuerst sein Hund. Auf ihn wartet wie auf jenen eine Frau. Das Leben der vier Protagonisten (fünf mit dem Hund, sechs mit dem Kind, das bald zur Welt kommen wird) ist auf vielfache Weise im Geheimen mit den zentralen Metaphern und Ereignissen verknüpft, welche erst allmählich (wie in Platons Höhlengleichnis) offenbar werden. Die sechs Tonfiguren entsprechen den sechs Hauptpersonen und auch den sechs gefesselten Toten, welche in der archäologischen Fundstätte unter dem Zentrum sitzen. Der Töpfer hatte bereits einmal in seinem Ofen ein Schlüsselerlebnis, als er genau wie die Platonischen Menschen auf einer Bank vor der Wand saß.
Vielleicht thematisiert das Buch auch den Kampf des Einzelnen gegen die Diktatur von Salazar.
Das zentrale Charakteristikum des Romans ist ein nicht durch Abschnitte unterbrochener Sprachfluss aus Schilderung und Reflexion und vor allem mit viel direkter Rede, die nahtlos in den unaufhörlichen Verlauf der Sätze integriert ist. Dieser Sprach- und Reflexionsfluss einer funktionierenden Familie ist das Element, welches diese durch die Unmenschlichkeit des Systems des „Zentrums“ trägt. Die sechste Person, die neue Frau des Zentrums, stößt am Ende zur Familie, weil sie „im Gespräch“ lange vorher schon dabei war. Kommunikation, Verständnis, Liebe, Glaube und menschliche Schöpfungskraft erweisen sich letztlich als Ferment einer unentfremdeten Zukunft jenseits des Lebens im „Zentrum“. Auch das wird gegen Ende thematisiert, wenn es sinngemäß heißt, dass der Fluss der Geschehnisse uns unaufhörlich weiterträgt, wobei es auch geschehen kann, dass er plötzlich mit uns in unsere Richtung fließt, dass er sich gewendet hat, ohne dass wir es bemerkt haben. Das geschieht, wenn in der Platonhöhle unter dem „Zentrum“ sich plötzlich Substanz und Wahrheit wiederfinden und sich materialisieren.